# الطلسم (رواية كينغ وستروب)
الطلسم هي رواية فانتازيا من عام 1984 للكاتبين الأمريكيين ستيفن كينغ وبيتر ستروب. تختلف حبكة هذه الرواية عن حبكة رواية أخرى تحمل نفس الاسم للكاتب والتر سكوت من عام 1825، لكن على الرغم من ذلك، احتوت الرواية على إشارة غير مباشرة لـ «رواية السير والتر سكوت». رُشحت رواية الطلسم لجائزة لوكوس وجائزة روايات الفانتازيا العالمية عام 1985. ألف كينغ وستروب جزءًا ثانيًا من هذه الرواية بعنوان البيت الأسود (بلاك هاوس) عام 2001، استكملا فيها قصة جاك الذي أصبح بالغًا الآن، ويعمل رجل تحرٍ جنائي متقاعد في لوس أنجلوس، ويحاول حلّ سلسلة من جرائم القتل التي وقعت في بلدة فرينش لاندنغ في ولاية ويسكونسن.

## ملخص الحبكة
ينطلق جاك سوير، البالغ من العمر اثني عشر عامًا، في رحلة من أركاديا بيتش الواقعة في نيو هامبشاير سعيًا وراء إنقاذ والدته التي تحتضر جراء إصابتها بالسرطان، عن طريق العثور على بلورة تُدعى «الطلسم». تنتهي رحلة جاك بوصوله إلى قلب أمريكا والمنطقة المعروفة باسم «الأراضي»، وهي أرضٌ خيالية غريبة تقع في عالم مواز لعالم جاك. في تلك الأرض السحرية، يملك كل فرد «توأمًا» أو فردًا نظيرًا له في عالمنا. بالإضافة لذلك، تكون حياة وموت هؤلاء التوائم والأحداث الكبرى التي يمرون بها متناظرة أو شبيهة ببعضها. بإمكان التوائم أيضًا «التأرجح» بين العالمين أو الهجرة إلى أحدهما، لكن الفرد يتشارك فقط بجسد وهيئة المثيل له في العالم البديل. عندما ينتقل أحد النظيرين من عالمه إلى الآخر، سيبدأ التوأم -أو الفرد الحقيقي- التحدث والتفكير بلغة العالم المنتقل إليه أتوماتيكيًا ولا شعوريًا.
في الحالات النادرة (مثل حالة جاك)، قد يموت الشخص في أحد العالمين ويبقى حيًا في الآخر، ما يجعل من هذا الشخص «ذا طبيعة واحدة»، ويملك القدرة على التأرجح بين العالمين، بجسده وعقله. تعلّم جاك كيفية الانتقال بين العالمين على يد شخصية غامضة تُعرف باسم سبيدي باركر، وهو توأم مغامرٍ يُدعى باركوس يعيش في منطقة الأراضي. في تلك المنطقة السحرية، تحتضر الملكة لاورا ديلوسيان، توأم والدة جاك (وهي ممثلة معروفة باسم «ملكة أفلام الدرجة الثانية»).
يساعد مختلف الناس جاك في مهمته، بينما يعمل بعضهم على إحباط مساعيه. أهم تلك الشخصيات هي المستذئبون، المعروفون اختصارًا بالذئاب، وهؤلاء يسكنون منطقة الأراضي. يختلف هؤلاء المستذئبون عن القتلة المتوحشين الذين يُعرفون عادة بالمستذئبين: فهؤلاء يعملون رعاة ماشية ملكيين أو حراسًا شخصيين، وبإمكانهم التحول طوعًا إلى هيئة ذئاب عندما يتعرضون لمواقف حرجة، لكنهم يواجهون عملية تحول لا إرادية تستمر نحو 3 أيام منذ اليوم الأول لظهور البدر التام. يُسحب أحد الذئاب، المدعو وولف فقط والبالغ 16 عامًا، إلى أمريكا على يد جاك سوير، فيتبنى جاك ضمن القطيع، ويعمل مرافقًا له. كان وولف محبوبًا جدًا ولطيفًا ومخلصًا وصديقًا وفيًا، أي يشبه الكلب كثيرًا، لكن طبيعته المستذئبة تظهر في بعض الأحيان. في المقابل، انضمت بعض الذئاب إلى فصيل شرير يحاول إيقاف مساعي جاك.
وبينما تسير القصة بين العالمين، الأراضي والولايات المتحدة التي نعرفها، والتي يدعوها جاك بـ «الأراضي الأمريكية»، يهرب جاك من موقف خطير كاد ينهي حياته إلى آخر. يرافقه في تلك الرحلة وولف، ثم ينضم إليه لاحقًا صديق طفولته ريتشارد، وعليه الحصول على الطلسم قبل أن يقع بين يدي مُحيك الدسائس الشرير مورغان سلوت، والد ريتشارد، والذي كان –حسبما نعلم لاحقًا –شريك والد جاك في الأعمال قبل أن يدبر مقتل الأخير. يريد مورغان سلوت الاستيلاء على تجارة العائلة من والدة جاك. في المقابل، يخطط توأم مورغان سلوت، الذي يُدعى مورغان أوريس، للاستيلاء على الأراضي حينما تموت الملكة لاورا.

## وصلات خارجية
- The Talisman  في قاعدة بيانات الأفلام على الإنترنت (بالإنجليزية)